# Rafał Syrysko
Rafał Stefan Syrysko (ur. 1969) – polski funkcjonariusz służb specjalnych w stopniu pułkownika, od 2023 Szef Agencji Bezpieczeństwa Wewnętrznego (do 2024 jako p.o.).

## Życiorys
Syn Mikołaja, pochodzi z Wągrowca. W 1992 podjął pracę w służbach specjalnych, gdzie doszedł do rangi pułkownika. Początkowo służył w pionach kontrwywiadu i bezpieczeństwa wewnętrznego, a także jako pełnomocnik ochrony informacji niejawnych w Urzędzie Ochrony Państwa. Po jego przekształceniu w 2002 przeszedł do Agencji Bezpieczeństwa Wewnętrznego, był m.in. pełnomocnikiem ds. ochrony informacji niejawnych. W 2005 został dyrektorem Delegatury ABW w Poznaniu. Przez dwa lata pracował w Najwyższej Izbie Kontroli
19 grudnia 2023 powierzono mu obowiązki szefa Agencji Bezpieczeństwa Wewnętrznego. 5 marca 2025 powołany na stanowisko szefa ABW.

## Odznaczenia
Odznaczony Srebrnym (2000) i Złotym (2006) Krzyżem Zasługi.